# CRTV-Télé
 (signalé en juillet 2025).
Si vous disposez d'ouvrages ou d'articles de référence ou si vous connaissez des sites web de qualité traitant du thème abordé ici, merci de compléter l'article en donnant les références utiles à sa vérifiabilité et en les liant à la section « Notes et références ».
- Archive Wikiwix
- Bing
- Cairn
- DuckDuckGo
- E. Universalis
- Gallica
- Google
- G. Books
- G. News
- G. Scholar
- Persée
- Qwant
- (zh) Baidu
- (ru) Yandex
- (wd) trouver des œuvres sur Wikidata

CRTV-Télé est la chaîne de télévision généraliste publique camerounaise.

## Repères
- 1941 : Introduction de la radio au Cameroun
- Juillet 1955 : Naissance de Radio Cameroun
- 24 mars 1985 : Diffusion expérimentale des premières images de la télévision
- 23 décembre 1985 : Création de la Cameroon Television (CTV)
- 26 avril 1986 : Ordonnance No 86-1 créant l’Office de Radiodiffusion-Télévision Camerounaise (CRTV)
- 17 décembre 1987 : Création de l’Office de Radiodiffusion Télévision Camerounaise (CRTV)
- 28 janvier 1988 : Inauguration de l’immeuble siège de la CRTV et Centre de Production de la Télévision
- 28 janvier 2018 : Lancement de CRTV NEWS
- 06 juin 2019: Lancement de CRTV Sports and Entertainment

## Historique des Antennes TV
La CRTV dont le Siège social est située au lieu-dit MBALLA II à Yaoundé, est née de la fusion de deux structures :
•	La radiodiffusion
•	La télévision.
La télévision fut initiée en  1974 avec  la signature entre le Ministère du Plan et de l’Industrie et  EUROPACE, d’un contrat pour étudier la mise en place d’un système d’éducation des masses par l’audiovisuel. Les études techniques de ce projet qui ont débuté le 15 novembre 1974 seront finalisées le 15 mai 1975 avec la rédaction d’un cahier de charges et le lancement le 16 mai 1976 d’un appel d’offres international. En 1982, deux consortiums furent retenus : THOMSOM-SODETECH pour la partie équipements et infrastructures d’émission et le consortium SIEMENS-TRT-Fougerole pour les équipements de production, le réseau de transmission par faisceaux hertziens et les bâtiments. Ces consortiums commencent leurs travaux le 25 novembre 1982 pour THOMSOM-SODETECH, et le 10 janvier 1983 pour le consortium SIEMENS-TRT-Fougerole. Le Décret no 84/262 du 12 mai 1984, crée une cellule de coordination du projet de Télévision, placée sous l’autorité du Secrétaire général de la Présidence de la République. Cette Cellule  comprenait : un Comité de coordination ; une Unité de télévision ; quatre Unités techniques de contrôle ; une Cellule de transmission.  Les  premières images sont diffusées le 20 mars 1985 au cours du congrès de l’Union Nationale Camerounaise(UNC) à Bamenda qui donnera naissance au RDPC. La première visite du Pape Jean Paul II au Cameroun est également retransmise pendant cette phase expérimentale. La télévision démarre définitivement le lundi 23 décembre 1985 à 18h.
Le 26  avril 1986, par ordonnance no 86/001 est créée  l’Office national de télévision (CTV). Le Décret 86/005 du 26 avril 1986 fixe les règles d’organisation et de fonctionnement  de la télévision nationale.
La Direction de la Radiodiffusion et la Cameroon Television qui étaient des entités séparées vont fusionner à la faveur des lois no 87/019 du 17 décembre 1987 fixant le régime de la Communication audiovisuelle au Cameroun et  no87/020 du 17 décembre 1987, portant création  de l’Office de Radiodiffusion-Télévision camerounaise (CRTV). Le Décret no88/126 du 25 janvier 1988 viendra formaliser l’organisation et fonctionnement de l’Office de Radiodiffusion-Télévision camerounaise.

## Le pari de l'innovation, l'authenticité, et la diversification de la nouvelle approche
Avec trois chaînes de télévision, la performance de la CRTV entre 2016 et 2021 devient une référence au Cameroun, en Afrique centrale et surtout un véritable modèle en Afrique francophone. [réf. nécessaire]
Depuis juillet 2016, l’offre des programmes de télévision à la CRTV est marquée par un ensemble de transformations qui portent la marque de l’innovation, de l’authenticité et surtout une volonté de diversifier les genres et les contenus.
Le rendez-vous de l’innovation : avec CRTV News et CRTV Sports and Entertainment, l’élargissement de l’offre des programmes de télévision à la CRTV a connu un bon exponentiel jamais réalisé depuis 1985. Avec trois chaînes de télévision, la CRTV a réussi un pari quasi unique en Afrique francophone qui lui permet de servir aussi bien les jeunes publics, les publics féminins et les publics adultes.
Ainsi CRTV News est arrivé à point pour offrir toute l’information sur l’actualité nationale prioritairement, mais également l’actualité sous-régionale internationale en continu. CRTV News c’est également la chaîne institutionnelle de retransmission des grands événements nationaux en direct. La chaîne offre aussi l’opportunité  au public camerounais et de la diaspora de pouvoir vivre en temps réel les grands moments institutionnels, patrimoniaux ou festifs de la vie nationale..) Au-delà de cette option pour le direct, CRTV News permet également de compléter  d’autres informations de la CRTV à travers ses grandes  éditions  de la matinée de la mi-journée et de la soirée.
CRTV Sports and Entertainment quant- à lui se positionne comme la chaîne de retransmission des grandes éditions des sports nationaux et internationaux.
Le pari de l’authenticité  de la CRTV se traduit par l’unicité des antennes, l’authenticité des contenus, la compétitivité des offres. Vu sous cet angle, les célèbres télénovelas sud-américaines vont disparaître  des  écrans de la télévision en septembre 2017 pour céder la place à une offre nationale et africaine. Le pari de l’authenticité de donner une couleur camerounaise à la télévision publique à travers  les programmes de fiction a permis aux camerounais de redécouvrir la création des systèmes de cinématographie au niveau des séries et bien d’autres. Lesquels viennent compléter l’objectif majeur qui est de donner à voir aux camerounais une télévision qui leur ressemble et qui parle de leur quotidien de leur culture et de leurs valeurs et traditions.La fiction cinématographique épouse les mêmes contours puisque la CRTV propose une grande alternative de fiction avec du cinéma camerounais, les classiques mais également les nouvelles créations camerounaises.
Le pari de la diversification  s’inscrit dans le challenge  de varier ses contenus, les langues, les formats.

## Les Programmes phares 2021 des Antennes TV
La CRTV a permis au public de redécouvrir la grande diversité et toute la palette d’offres présentées en 2021.
L’Antenne TV offre des plages d’information en matinée, en mi-journée et en soirée. Entre « Cameroun Daylight » qui propose une matinale toute info et « Twilight » qui permet le décryptage des faits majeurs de l’actualité, les éditions d’informations spécialisées comme  le journal des régions, les journaux de sport, le « 7 :30 News» et le « 20H30 » ne sont pas en reste.
Pour les divertissements les séries « Madame…Monsieur » (qui retrace le quotidien des ménages camerounais), « La petite Pokou » (une série jeunesse), « Three Wives » (qui parle de la vie de 3 femmes mariées, voisines et dont l’amitié est loin d’être sincère) donnent du pain à moudre aux téléspectateurs. Pour les Talk culture divertissement, l’offre s’est élargie en essayant avec des propositions qui permettent d’appréhender les plus grandes attentes du public. C’est notamment le cas  de « Cameroun Feeling », « Midi Life », Tam-tam Week-end », «  Bon week-end », « Entrevue le Mag » qui permettent de rendre compte de l’actualité culturelle et artistique d’ici et d’ailleurs.  « Discovery », classé dans les grands reportages reste au cœur des réalités du Cameroun. Sans oublier la place accordée aux documentaires historiques qui marquent leur grand retour avec des productions nationales telles que : « La légende de Martin Paul Samba », « Tétè Kombo de Rudolf  Douala Manga Bell », en attendant bientôt la production d’un documentaire spécial sur Ruben Um Nyobe.
Cette diversification de l’offre des magazines de société complète celles des magazines d’actualité qui ont vu leur offre s’élargir au-delà de « Actualité Hebdo » qui réfère le magazine de référence, « Scènes de presse » et « Press Hour » pour le décryptage de l’actualité hebdomadaire.
La CRTV, dans ce cheminement de transformation et de mutation, a permis aux Antennes TV de reprendre leur posture dans le leadership de l’audiovisuel camerounais.
Un pari  par l’action conjuguée de son offre diversifiée, basée sur les ingrédients essentiels que sont l’audace, la créativité et la rigueur dans l’approche du traitement de l’actualité, des magazines, des faits de société et de divertissement.

## Chaînes
- 01 chaîne généraliste: CRTV
- 02 chaînes  thématiques : CRTV NEWS; CRTV Sport & Entertainment.

### Émetteurs relais TV
La CRTV en a 42 au total :
- Région de l’Adamaoua : 04 pylônes et 06 émetteurs de 01 à 10 kW
- Région du Centre : 04 pylônes et 04 émetteurs de 100 W à 10 kW
- Région de l’Est : 03 pylôneset 05 émetteursde 100 W à 10 kW
- Région de l’Extrême-Nord : 05 pylônes et 12 émetteurs de 100 W à 10 kW
- Région du Littoral : 03 pylônes et 07 émetteurs de 100 W à 10 kW
- Région du Nord : 04 pylônes et 07 émetteurs de 100 W à 10 kW
- Région du Nord-Ouest : 02 pylônes et 04 émetteurs de 100 W à 10 kW
- Région de l’Ouest : 03 pylônes et 05 émetteurs de 500 W à 10 kW
- Région du Sud :07 pylônes et 14 émetteurs de 100 W à 10 kW
- Région du Sud-Ouest : 07 pylônes et 09 émetteurs de 01 à 2,5 kW

### Équipements de production TV
Les studios : on distingue deux types.
- Les studios mobiles
  - a) 2 OBVAN HD (numériques  avec une capacité de plus de 20 caméras chacun)
  - b) 1 OBVAN (analogique avec une capacité de plus de 07 caméras)
- Les studios fixes
  - a) Studios fonctionnels dont 2 numériques et 2 analogiques
  - b) Les unités légères de production (il y en plusieurs)
  - c) Les unités de post production(stations de montage)
  - d) Fly away : 02
  - e) Les faisceaux hertziens analogiques: 02
  - f) Les faisceaux numériques: 02 (le satellite et 01 station terrienne pour transmissions satellitaires)

## Les infrastructures
Il s’agit de bâtiments administratifs, blocs techniques et quelques logements d’astreinte
- Adamaoua : 09
- Centre :24
- Est :18
- Extrême-Nord :09
- Littoral : 08
- Nord :22
- Nord-Ouest : 05
- Ouest :14
- Sud :17
- Sud-Ouest :14
- IFPCA : 10

## Organisation
L’organigramme qui est actuellement en vigueur a été adopté par la Résolution no 00018/CA/CRTV du 29 juin 2017 et ses modifications par la Résolution no000045/CRTV/CA/PCA, modifiant et complétant certaines dispositions de la Résolution no 0018/CRTV/CA/CRTV du 29 juin 2017 portant organigramme de la CRTV.
De cet organigramme il ressort que la structure organisationnelle de la Cameroon Radio Television (CRTV) comprend une coordination générale et des structures opérationnelles.
La coordination générale comprend :
- le Cabinet du Président du Conseil d’Administration ;
- les Cabinets du Directeur Général et du Directeur Général Adjoint ;
- les Services rattachés à la Direction Générale.

Les structures opérationnelles comprennent :
- le Pôle CRTV Radio ;
- le Pôle CRTV Télévision ;
- CRTV Régions ;
- le Pôle CRTV Technologies et solutions ;
- CRTV Administration ;
- CRTV Services.

Le Pôle CRTV TV ;
Placé sous l’autorité d’un Directeur Central, le Pôle CRTV Télévision comprend :
- le Service Administratif et Financier ;
- le Comptable-Matières ;
- la Direction de l’Antenne TV ;
- la Direction des Rédactions TV ;
- les Chaînes TV thématiques (02).

### Dirigeants
- 1986 - 1988 : Florent Etoga Eily
- 1988 – 2005 : Gervais Mendo Ze
- 2005 – 2016 :  Amadou Vamoulké
- Depuis 2016 : Charles Ndongo

### Direction
- Directeur central TV : Ibrahim Cherif
- Directeur des antennes TV : Emmanuel Mbede
- Directrice des rédactions TV : Madeleine Soppi Kotto